# IPad (10e génération)
L'iPad 10,9 pouces (officiellement iPad (10e génération) également appelé iPad 10) est une tablette tactile conçue et développée par Apple comme successeur à l'iPad de neuvième génération. Elle a été présentée le 18 octobre 2022 et est sortie le 26 octobre 2022,,,.

## Caractéristiques
Le design de cette dixième génération d'iPad ressemble beaucoup aux modèles d'iPad Air et Pro avec des bords plus fins et la suppression du bouton Home. À l'instar de l'iPad Air et Mini, le capteur Touch ID se situe sur le bouton supérieur. La tablette est disponible en quatre coloris : bleu, rose, jaune et argent.
Comme l'iPad Air, l'appareil possède un écran Liquid Retina 60 Hz, de 10,9 pouces et d'une résolution de 2 360 × 1 640 qui gagne donc 0,7 pouce par rapport au modèle précédent, mais celui-ci n'est pas laminé. Il dispose également de 500 nits de luminosité maximale, de couleurs sRGB et de la technologie d'affichage True Tone d'Apple.
Le système sur puce est l'A14 Bionic précédemment utilisé sur l'iPad Air 4 et l'iPhone 12. La puce est composée d'un processeur 6 cœurs, d'un GPU de 4 cœurs et d'un Neural Engine de 16 cœurs.
Côté connectivité, l'iPad bénéficie du Bluetooth 5.2 et du Wi-Fi 6 (802.11ax) ainsi que d'une connectivité 5G. Il s'agit du premier iPad « classique » à avoir un port USB-C au lieu de l'habituel port Lightning, il est possible de se connecter à des écrans externes en 1080p à 60 Hz ou en 2160p à 30 Hz. La vitesse de transfert est cependant limitée à celle de l'USB 2.0. Cette génération est aussi dépourvue d'une prise Jack, nécessitant alors des écouteurs ou casques en USB-C ou sans-fil.
La caméra arrière est de 12 MP avec une ouverture à ƒ/1,8 et peut filmer en 4K. La caméra frontale est désormais située sur le côté droit de l'écran, de sorte qu'elle soit centrée horizontalement lorsque la tablette est en orientation paysage.
L'iPad de 10e génération est disponible en deux capacités de stockage : 64 Go et 256 Go.

## Accessoires
Cette dixième génération est compatible avec l'Apple Pencil (1re génération) ; un adaptateur USB-C - Lightning doit être utilisé pour l'appairer et le charger. Cet adaptateur est inclus avec le Pencil depuis octobre 2022, et est vendu séparément pour les propriétaires actuels. Contrairement aux autres iPad USB-C, il n'est pas compatible avec l'Apple Pencil de deuxième génération,.
Apple a dévoilé une nouvelle housse avec clavier pour cet iPad, appelée Magic Keyboard Folio, car elle est physiquement incompatible avec le Magic Keyboard et le Smart Keyboard Folio déjà existants. Contrairement au Magic Keyboard conçu pour l'iPad Air et l'iPad Pro, le Magic Keyboard Folio se détache de la couverture arrière et peut être utilisé comme un support réglable, et il comprend une rangée de 14 touches de fonction avec un bouton de verrouillage,.

## Accueil
Les critiques ont reproché la non-compatibilité avec l'Apple Pencil de deuxième génération et donc le fait de devoir utiliser un accessoire pour charger l'Apple Pencil. Le prix a lui aussi été la cible de critiques.
En revanche, il est salué qu'il ait un nouveau design, un bel écran et une bonne autonomie surtout par rapport à ses performances,,,.

## Chronologie
| Frise des modèles d'iPad |
| ------------------------ |
|                          |

Source : Archives de la Newsroom Apple.